# Veresegyház
Veresegyház é uma cidade da Hungria, situada no condado de Peste. Tem 28,56 km² de área e sua população em 2019 foi estimada em 18.654 habitantes.